# Dorothy Spencer
Dorothy "Dot" Spencer , född 3 februari 1909 i Covington i Kentucky, död 23 maj 2002 i Encinitas i Kalifornien, var en amerikansk filmklippare. Hennes karriär sträckte sig över mer än fem decennier och hon klippte över 70 filmer.
Spencer nominerades till en Oscar för bästa klippning vid fyra tillfällen: 1939 för Diligensen, 1951 för Förrädare, 1963 för Cleopatra och 1974 för Jordbävningen. Hon arbetade med regissörer som Alfred Hitchcock, Otto Preminger och Joseph L. Mankiewicz och hennes specialitet var actionfilmer.

## Biografi
Dorothy Spencer föddes i Kentucky och flyttade med familjen till Los Angeles som barn. I Los Angeles började hennes äldre syster Jeanne Spencer att först skådespela och sedan skriva manus och arbeta som filmklippare. Dorothy följde sin systers exempel och gav sig in i filmbranschen redan som tonåring. Så småningom blev hon assisterande filmklippare på stumfilmer som The Strong Man (1926) och Long Pants (1927) av Frank Capra. 1937 började hon arbeta med filmklipparen Otho Lovering och tillsammans klippte de tio filmer, bland annat Diligensen (1939) som blev en stor succé.. År 1941 började Spencer även att klippa filmer solo och klippte i snitt två filmer om året. Vid denna tiden arbetade hon med regissörer som Alfred Hitchcock, Elia Kazan och Ernst Lubitsch. År 1943 anställdes hon av 20th Century Fox, en anställning hon behöll i 24 år. År 1979 klippte hon sin sista film, Airport 80 – Concorde.